# Oskar von Schuckmann
Oskar Heinrich Kurt von Schuckmann (* 25. Mai 1851 in Anklam; † 7. März 1920 in Kitzeberg) war ein deutscher Konteradmiral der Kaiserlichen Marine.

## Leben
Oskar von Schuckmann war ein Sohn des königlich-preußischen Regierungs- und Baurats Karl Friedrich August von Schuckmann (1818–1893) und Karoline von Schuckmann, geborene Manthey (1826–1885). Er entstammte damit dem 3. bereits erloschenen Zweig derer von Schuckmann.
Oskar von Schuckmann trat am 6. Juni 1864 in die preußische Marine ein. Als Unterleutnant zur See (Beförderung am 22. September 1869) war er 1873 auf der Elisabeth. 1876 war er als Leutnant zur See Adjutant bei der Schiffsjungen-Abteilung in Friedrichsort. Am 17. Mai 1877 zum Kapitänleutnant befördert war er 1878 Führer der I. Kompanie der 1. Matrosen-Artillerie-Abteilung bei der I. Matrosen-Division in Kiel.
Im Februar 1884 wurde er für die erneute Indienststellung bis Oktober 1884 Kommandeur der Grille. Am 12. August 1884 wurde der zum Kommandeur der 1. Matrosen-Artillerie-Abteilung ernannt. Die Beförderung zum Korvettenkapitän erhielt er am 16. Dezember 1884.
Von November 1887 an war er für ein Jahr Kommandant der Habicht, welche bei der Westafrikanischen Station eingesetzt war. Anschließend war er von Dezember 1888 bis Oktober 1891 Abteilungskommandant in der II. Matrosen-Division bzw. (stellvertretender) Kommandeur der II. Werftdivision und zeitgleich von Januar 1889 bis August 1889 Kommandant der Mücke. Nach einer kurzen Unterbrechung war er ab September 1889 für ein Jahr erneut Kommandant der Mücke und wurde am 18. Februar 1890 zum Kapitän zur See befördert. Ebenso war er vom 1. Januar 1889 bis September 1890 Chef der Panzerfahrzeugflotte und im Juli/August 1891 in Vertretung für den Kapitän zur See Graf Curt von Haugwitz Inspekteur der II. Marine-Inspektion. Anschließend war er Kommandeur der I. Werft-Division. Nach der erneuten Indienststellung am 10. Oktober 1891 war er für zwei Jahre Kommandant der Friedrich der Große. Am 17. Oktober 1892 wurde er mit dem Kaiserlich russischen St. Annen-Orden zweiter Klasse ausgezeichnet.
Von Februar bis Juli 1894 war er Kommandant der Stosch. Anschließend übernahm er im November 1894 die Baden und blieb bis Juli 1895 deren Kommandant. Anschließend führte er bis September 1895 die Kaiserin Augusta. Das Schiff wurde Anfang Juli 1895 in einem Verband mit drei anderen Schiffes im Zuge einer Auseinandersetzung mit Marokko kurz nach Tanger beordert. Die Führung dieses Verbands hatte von Schuckmann übernommen. Dieser wurde bereits Mitte des gleichen Monats wieder abgezogen.
Im November 1895 wurde er Chef des Stabes der Marinestation der Nordsee und blieb dies bis September 1897. Anschließend war er bis sein Nachfolger im September 1901 benannt worden war Kommandant von Helgoland. Am 7. März 1899 erhielt er den Charakter als Konteradmiral verliehen. Das Kommando übergab er an Konteradmiral Paul Hofmeier. Am 9. November 1901 wurde er aus der Marine verabschiedet.
Am 17. November 1885 heiratete er in Hamburg Bertha Wentzel (1863–1957).